# Alud en San Carlos Minas de 1992

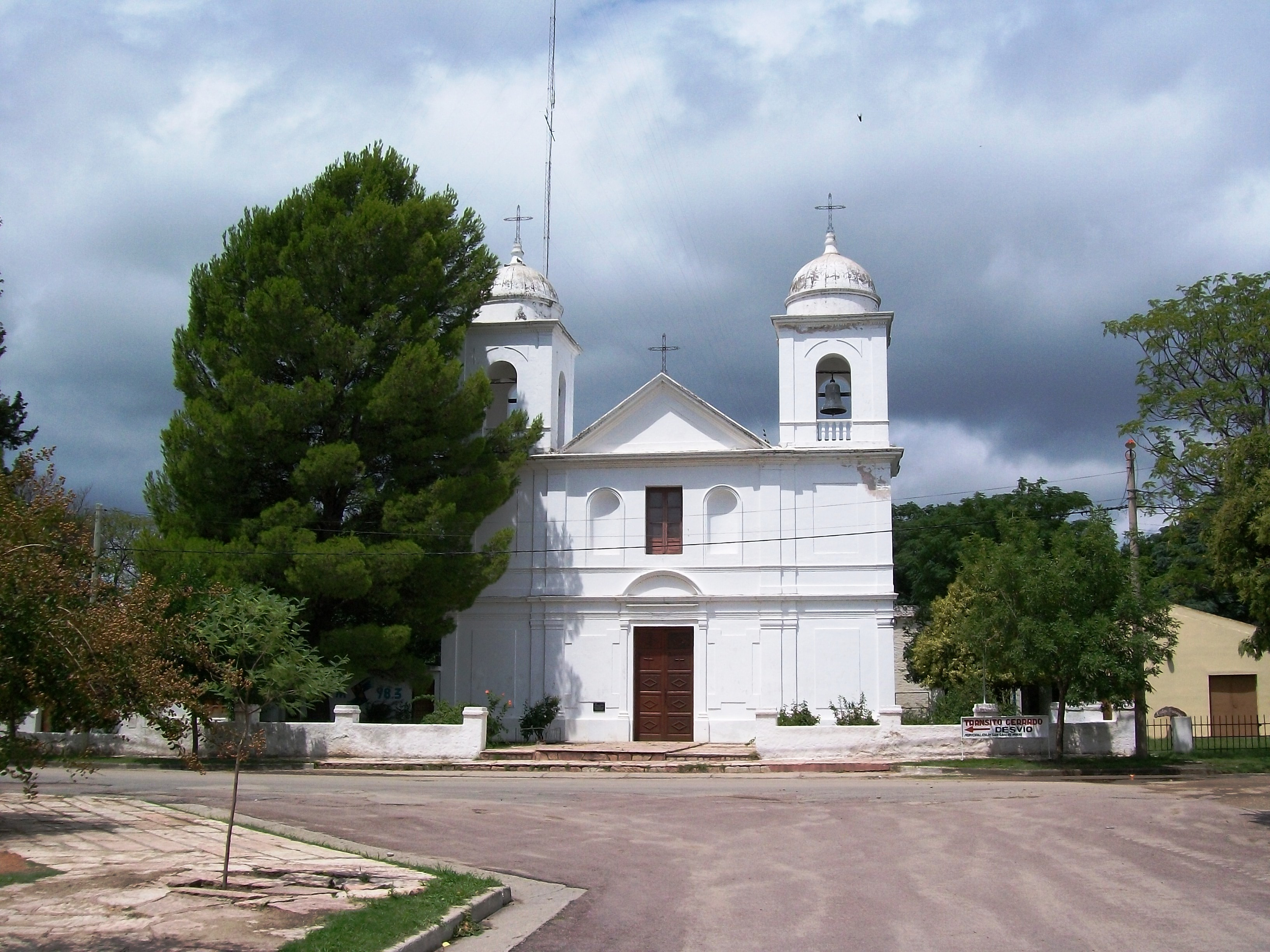
Iglesia ubicada en el centro de la ciudad

El aluvión de San Carlos Minas, registrado en ese poblado cordobés el día 6 de enero de 1992, fue una catástrofe producida tras una madrugada lluviosa. En este suceso perdieron la vida cerca de 40 personas en tal localidad y 13 más en pueblos cercanos, marcando uno de los peores desastres naturales en la historia de la provincia de Córdoba.

## Evento

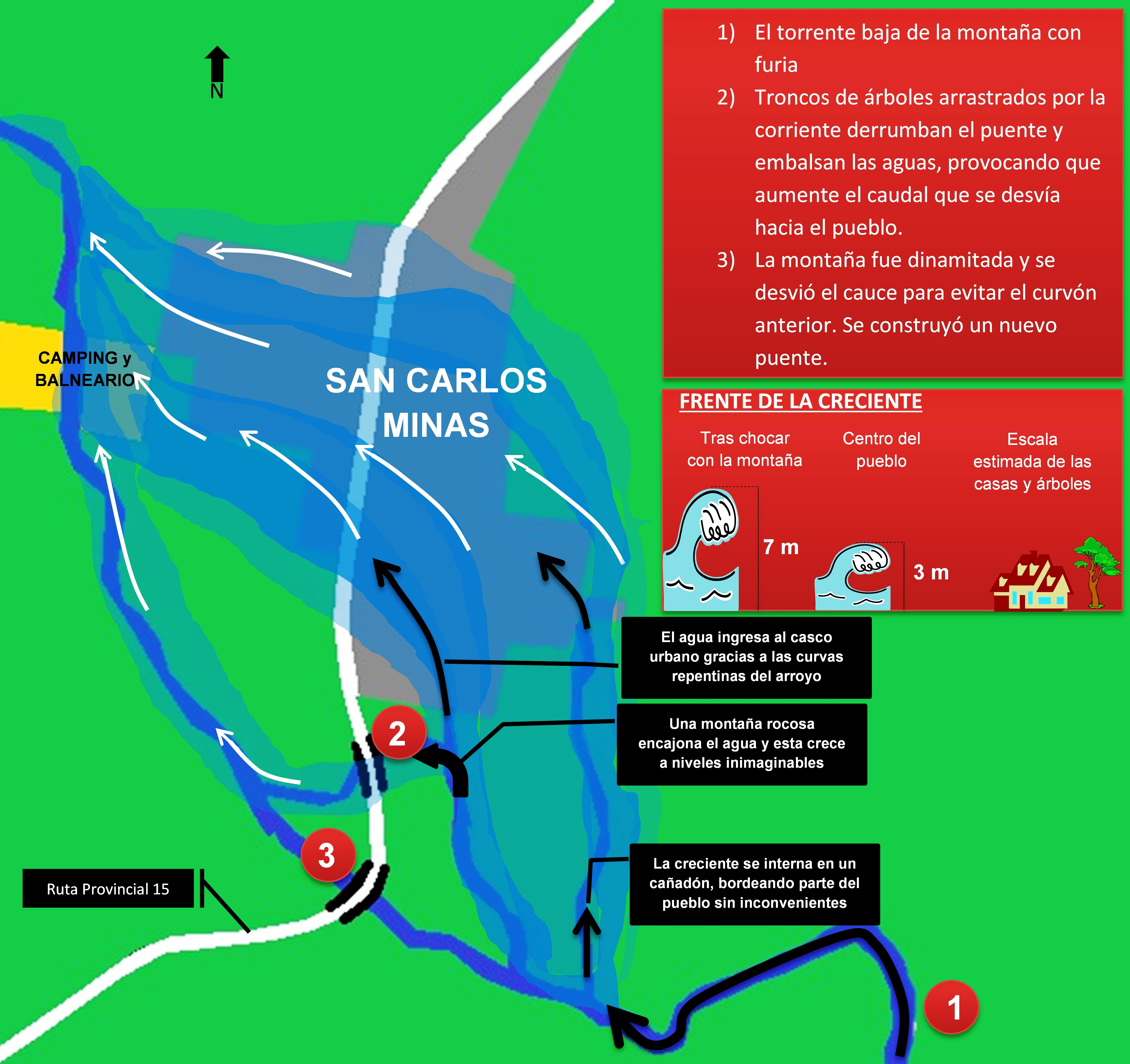
Mapa de la cronología de la fatídica noche en San Carlos Minas.

Durante la madrugada del 6 de enero de 1992 una gran tormenta afecta la zona oeste de la provincia de Córdoba, en 6 horas seguidas se registra una precipitación de 240 mm de lluvia en la cuenca alta de los arroyos Jaime y Noguinet, este último se encargaría de llevar la mayor cantidad de sedimento aluvional hacia el pueblo de San Carlos Minas, ubicado a 230 km de la capital provincial.
Durante las primeras horas de la mañana las precipitaciones habían terminado, mientras que el río Jaime no presentaba peligro alguno ya que los torrentes de agua y lodo circulaban bastante fluidos, el arroyo Noguinet (que bordeaba en forma de zigzag la localidad) se encontraba sobrecargado de una manera alarmante. Cerca de la 7:00 UTC-3 ya se evidenciaba que el pueblo se encontraba en serio riesgo al desbordarse el arroyo en varios tramos de su cuenca media.
Aproximadamente antes de las 9:30 UTC-3, mientras la mayor parte de su población dormía ocurre lo peor: de un momento a otro y en pocos minutos, una pared de agua, lodo y rocas de varios metros de altura destruye el puente que cruza el arroyo, entra por un barrio periférico y arrasa con decenas de hogares con sus moradores en su interior. Al torrente le toma pocos segundos llegar y destruir el centro de dicha localidad, arrasando con casas enteras y automóviles que desaparecen bajo sus aguas. Los residentes que se refugian en los techos de sus casas ven horrorizados como por las calles del pueblo el agua arrastra desde cadáveres hasta muebles, autos y todo tipo de objetos. El furioso aluvión arrasa con dos tercios del pequeño poblado. Hasta la iglesia local se encuentra con varios centímetros de lodo en su interior.
Para las 17:00 UTC-3 el agua ya había cedido casi en su totalidad y los ciudadanos sobrevivientes pudieron observar como gran parte del pueblo, junto con decenas de vecinos, habían desaparecido debido los 1.000.000 de m3/hora (o lo que equivaldría a 2.800 m3/segundo) de agua y lodo que el arroyo Noguinet transporto esa mañana, cuando un día normal su flujo es de 0.60 m3/segundo.
Al día siguiente de la catástrofe ya la prensa nacional estaba retratando lo sucedido en ese poblado cordobés y sus habitantes se dedicaron a la difícil tarea de recuperar lo poco o nada que les quedó. En las primeras horas ya habían sido trasladados a la iglesia los cuerpos de 17 personas mientras se temía por la suerte de los desaparecidos que se calculaban en un número de 40 o 50.

### Causa del desborde
El arroyo, previo a circundar el casco urbano, debía sortear una rocosa montaña. Debido a ese obstáculo natural, el arroyo creaba un meandro cerrado y una curva repentina a la vera de dicha localidad. El día de la tragedia, ese barranco sirvió como una combinación fatal: la furia del agua, a chocar con ese paredón que originaba la curva, generó un frente de 7 metros de altura. Al llegar al centro, la misma se disipó a 3 metros de altura, pero llegó a superar los 800 metros de largo; por otra parte aguas abajo del natural valle de inundación la especulación inmobiliaria había promovido la edificación de barrios habitados en las zonas potencialmente inundables (y que en esa fecha se inundaron). 
Esa columna de agua se unió con otra que entró al mismo tiempo por una cañada que bordea el sector este de la ciudad. Ese frente de agua llegó a bordear San Carlos Minas sin problemas, hasta que creció el caudal y desbordó entrando al pueblo y generando más agua.
Debido a que el frente desmoronó el arco del puente, se formó una barrera de troncos de árboles arrastrados por el arroyo y eso generó que entrara más agua al pueblo, y a la vez con más rapidez.
Posteriormente, se dinamitó la montaña que desviaba ese sector del cauce y se desvió el curso del río, incluyendo la construcción de un nuevo puente sobre la ruta provincial 15, para evitar que el Noguinet curse esa pronunciada curva.

## Ayuda
La primera ayuda en llegar provino de los propios ciudadanos y habitantes de localidades vecinas y a las pocas horas llegaría el presidente de la nación Carlos Saúl Menem con rescatistas especializados y socorro a las víctimas y desamparados del desastre natural. La ayuda del gobierno de la provincia de Córdoba  y de sus habitantes también fue muy notoria en el correr de los días posteriores.

## Consecuencias
Las consecuencias finales fueron terribles para San Carlos Minas, en un primer momento se informó de 17 cuerpos rescatados y más de medio centenar de desaparecidos, las cifras finales y oficiales consignan que murieron entre 36 y 42 vecinos o el 5 %  de sus 950 habitantes en ese momento. Otras 8 víctimas fatales se registraron en Cruz de Caña, 3 en Villa de Soto y 2 en Toro muerto y Río Ceballos.
El 75% del pueblo había sido arrasado por la pared de agua que tuvo un ancho de 1.400 metros, 60 casas desaparecieron desde sus cimientos y otras 120 presentaban daños de diversa índole.
Este aluvión queda recordado como uno de los peores desastres naturales de ese tipo en la historia de Córdoba y de la Argentina.